# Barby, Ardennes
 Barby  là một xã ở tỉnh Ardennes, thuộc vùng Grand Est ở phía bắc nước Pháp.